# 第1装甲師団 (ドイツ国防軍)
第1装甲師団 (1. Panzer-Division) は、第二次世界大戦期のドイツ国防軍陸軍に編成された装甲師団の一つである。
第1装甲師団は1935年にドイツ国防軍に最初に編成された3つの装甲師団の一つである。第二次世界大戦開戦前に行われたオーストリア併合、チェコスロバキア侵攻に関わり、その後1939年のポーランド侵攻、1940年のフランス侵攻に参加した。1941年から1945年にかけては主に東部戦線で活動し、終戦時にバイエルン州でアメリカ軍に投降した。

## 歴史
第1装甲師団は1935年10月15日に、ヴァイマル共和国陸軍第3騎兵師団から改編される形で編成された。また、同時に第2、第3装甲師団の計3個の装甲師団が編成されている。
編成当時、第1装甲師団は2個戦車連隊からなる1個装甲旅団、1個機械化歩兵旅団、1個偵察大隊、1個砲兵連隊で構成されていた。この当時、ドイツはヴェルサイユ条約により戦車の開発を大幅に制限されていた事もあり、1935年時点では機関銃を装備したI号戦車の生産がようやく始まっていた程度で、2cm砲を装備したII号戦車もまだ試作段階であった。
1938年のオーストリア併合、1939年のチェコスロバキア侵攻の最には第1装甲師団も出動している。1939年9月に行われたポーランド侵攻の時点では当時最新型のIII号戦車やIV号戦車が第1装甲師団に配備されており、主力機甲部隊として参戦し、8日間で首都ワルシャワ近郊まで侵攻した。この後、1939年11月までポーランド国内に駐留した後ドイツ国内に帰還した。
1940年5月、第1装甲師団はフランス侵攻作戦で再び主力部隊として参戦し、セダンの戦い、ダンケルクの戦いに参加した後は南進し、フランス降伏時にはスイスとの国境付近のベルフォールを占領していた。フランス侵攻時の師団の被害は比較的軽微で戦死者は500名以下であった。
第1装甲師団は1940年9月までフランス国内に駐留した後、ドイツ国内東プロイセンに移動し、新たに編成された第16、第18装甲師団に人員や装備を供給した。これに伴い、第2戦車連隊は第16装甲師団の指揮下となった。
1941年6月22日に発動したソ連への侵攻作戦であるバルバロッサ作戦には北方軍集団隷下の第4装甲軍に属してポーランド北部からリトアニアに侵攻した。第1装甲師団は激しい戦闘により、8月の時点で最初に配備されていた155両の戦車のうち、稼動しているものは44両にまで減少していた。師団は10月までレニングラードを目指して前進した後、中央軍集団の指揮下となりモスクワへ向かって侵攻を続けた。部隊はモスクワまで約20kmの距離まで侵攻した後、ソ連軍の反攻を受け後退した。
その後、1942年初頭にはルジェフでのソ連軍の反攻に対する防衛戦（ルジェフの戦い）に従事していたが、この時期には保有する戦車の数が非常に少なくなっており春頃に補充を受けるまではほぼ歩兵部隊として戦っていた。その後、第1装甲師団は東部戦線中央部でモスクワ方面を担当する第9軍の補給線の防衛に従事した。1942年から43年にかけての冬季に再びソ連軍の反攻作戦が行われると第1装甲師団が再度大きな損害を出す事が懸念されたため、1943年1月には師団は再編のためフランス国内に後退した。
1943年4月、ギリシャへの連合軍の上陸計画があるとの情報がもたらされ、第1装甲師団は1943年6月にドイツ占領下のギリシャに移動した。しかしこの情報はイギリスの諜報機関による欺瞞作戦（ミンスミート作戦）によってもたらされたもので、連合軍の上陸作戦はイタリアのシシリー島に対して行われた。この後に発生したイタリアの降伏を受け、9月には第1装甲師団はギリシャ方面でのイタリア軍の武装解除作戦に従事した。
1943年10月には師団は新型戦車パンターや長砲身型IV号戦車などの充分な補充を受け、東部戦線に復帰する事となった。第1装甲師団は東部戦線の南部方面で第1装甲軍および第4装甲軍の指揮下の"緊急対応部隊"としてその都度激戦区に配置され、キエフ/ドニエプルやチェルカッシー/コルスンでの防衛戦に従事した。後者の戦闘で師団がソ連軍の包囲を脱した際には、師団の戦力は定数の1/4にまで減少していた。
この後、第1装甲師団は西に後退しカメネツ＝ポドリスキー包囲戦を戦った後、更に西方へ退却しながらブダペスト包囲戦やバラトン湖周辺での防衛戦で大きな損害を出した。
終戦直前には第1装甲師団はオーストリア国内に後退していたが、ソ連軍への投降を避けるためここから更に西方へ後退し、ドイツ国内バイエルンでアメリカ軍に投降する事に成功した。この事により、師団の残存兵士の多くは投降後、比較的短期間で解放される事となった。

## 構成
以下に第1装甲師団の基本的な編成状態を示す。
- 第1装甲旅団
  - 第1戦車連隊
  - 第2戦車連隊（フランス侵攻戦後に第16装甲師団（英語版）に改編）

- 第1狙撃兵旅団
  - 第1狙撃兵連隊（1941年7月に第1装甲擲弾兵連隊に改称）
  - 第113歩兵連隊（1941年7月に第113装甲擲弾兵連隊に改称）
  - 第1オートバイ狙撃兵大隊

- 第37砲兵連隊
- 第4装甲偵察大隊
- 第37対戦車砲大隊
- 第83高射砲大隊
- 第299対空大隊（1943年に編成）
- 第37装甲工兵大隊
- 第37通信大隊
- 第1009補充擲弾兵大隊（1944年もしくは45年以降に編成）